# Quest University Canada

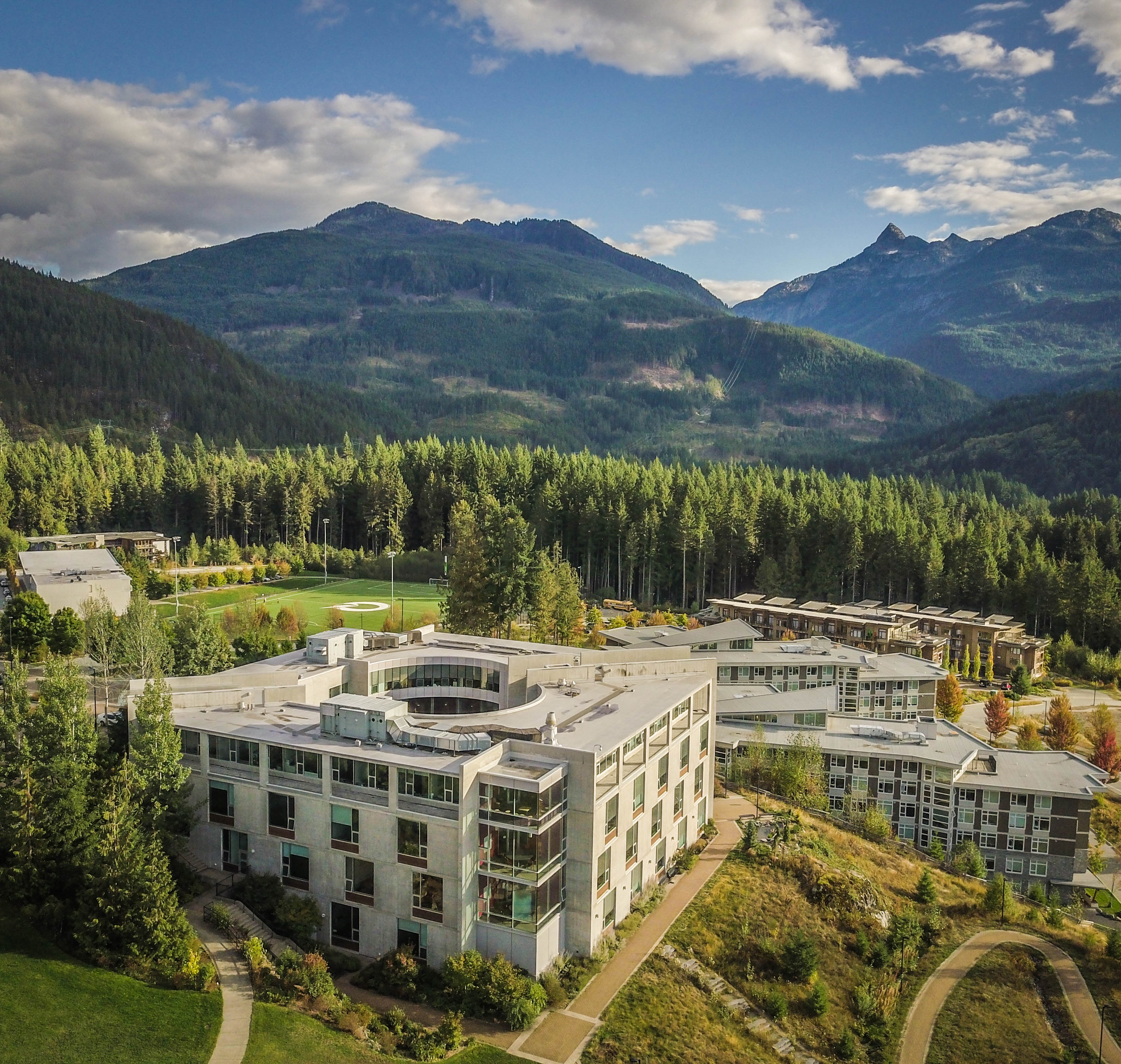
Teilansicht des Campus in Squamish

Die Quest University Canada war eine Privatuniversität in Squamish, British Columbia, Kanada. Sie stellte 2023 ihren Betrieb ein.
Vorläufer war 2002 die Gründung der Sea to Sky University durch David Strangway, ehemaliger Präsident der University of British Columbia. 2005 erfolgte die Umfirmierung zur Quest University Canada und 2007 die offizielle Betriebsaufnahme.